# Lijst van senatoren uit Missouri

Zegel van de staat Missouri

Dit is een lijst van de senatoren voor de Amerikaanse staat Missouri. De senatoren voor Missouri zijn ingedeeld als Klasse I en Klasse III. De twee huidige senatoren voor Missouri zijn: Josh Hawley senator sinds 2019 de (senior senator) en Eric Schmitt senator sinds 2023 de (junior senator), beiden lid van de Republikeinse Partij.
Prominenten die hebben gediend als senator voor Missouri zijn onder anderen: Thomas Benton (prominent politicus), Carl Schurz (prominent journalist en later minister van Binnenlandse Zaken), Francis Cockrell (eerder generaal voor de Geconfedereerde Staten van Amerika), Harry S. Truman (later president), Stuart Symington (eerder minister van de Luchtmacht), John Danforth (prominent politicus en later ambassadeur), John Ashcroft (later minister van Justitie), Claire McCaskill (prominent politica), David Rice Atchison (prominent politicus), Benjamin Gratz Brown (genomineerd vicepresidentskandidaat 1872), Charles Drake (later opperrechter voor het Hof van Beroep voor het federale circuit), Francis Blair jr. (genomineerd vicepresidentskandidaat 1868), James Shields (ook senator names twee andere staten), Thomas Eagleton (genomineerd vicepresidentskandidaat 1972) en Kit Bond (prominent politicus).
Zes senatoren voor Missouri zijn ook gouverneur van Missouri geweest: Trusten Polk, John Ashcroft, Benjamin Gratz Brown, William Stone, Forrest Donnell en Kit Bond.

## Klasse I
| Nr.    | Senator voor Missouri Senator from Missouri | Senator voor Missouri Senator from Missouri | Senator voor Missouri Senator from Missouri | Ambtstermijn     | Ambtstermijn     | Partij(en)   | Verkiezing(en) |
| ------ | ------------------------------------------- | ------------------------------------------- | ------------------------------------------- | ---------------- | ---------------- | ------------ | -------------- |
| 1      |                                             | Thomas Benton                               | Thomas Benton (1782–1858)                   | 10 augustus 1821 | 4 maart 1851     | DR (1821–28) | 1821           |
| 1      | 1827                                        | Thomas Benton                               | Thomas Benton (1782–1858)                   | 10 augustus 1821 | 4 maart 1851     | DR (1821–28) |                |
| 1      | D (1828–51)                                 | Thomas Benton                               | Thomas Benton (1782–1858)                   | 10 augustus 1821 | 4 maart 1851     |              |                |
| 1      | 1833                                        | Thomas Benton                               | Thomas Benton (1782–1858)                   | 10 augustus 1821 | 4 maart 1851     |              |                |
| 1      | 1839                                        | Thomas Benton                               | Thomas Benton (1782–1858)                   | 10 augustus 1821 | 4 maart 1851     |              |                |
| 1      | 1845                                        | Thomas Benton                               | Thomas Benton (1782–1858)                   | 10 augustus 1821 | 4 maart 1851     |              |                |
| 2      |                                             | Henry Geyer                                 | Henry Geyer (1790–1859)                     | 4 maart 1851     | 4 maart 1857     | W            | 1851           |
| 3      |                                             | Trusten Polk                                | Trusten Polk (1811–1876)                    | 4 maart 1857     | 10 januari 1862  | D            | 1857           |
| Vacant |                                             |                                             |                                             |                  |                  |              | 1857           |
| 4      |                                             | John Henderson                              | John Henderson (1826–1913)                  | 17 januari 1862  | 4 maart 1869     | NU (1862–66) | 1857           |
| 4      |                                             | John Henderson                              | John Henderson (1826–1913)                  | 17 januari 1862  | 4 maart 1869     | R (1866–69)  | 1863           |
| 5      |                                             | Carl Schurz                                 | Carl Schurz (1829–1906)                     | 4 maart 1869     | 4 maart 1875     | R            | 1868           |
| 6      |                                             | Francis Cockrell                            | Francis Cockrell (1834–1915)                | 4 maart 1875     | 4 maart 1905     | D            | 1874           |
| 6      | 1881                                        | Francis Cockrell                            | Francis Cockrell (1834–1915)                | 4 maart 1875     | 4 maart 1905     | D            |                |
| 6      | 1887                                        | Francis Cockrell                            | Francis Cockrell (1834–1915)                | 4 maart 1875     | 4 maart 1905     | D            |                |
| 6      | 1893                                        | Francis Cockrell                            | Francis Cockrell (1834–1915)                | 4 maart 1875     | 4 maart 1905     | D            |                |
| 6      | 1899                                        | Francis Cockrell                            | Francis Cockrell (1834–1915)                | 4 maart 1875     | 4 maart 1905     | D            |                |
| Vacant |                                             |                                             |                                             |                  |                  |              |                |
| 7      |                                             | William Warner                              | William Warner (1840–1916)                  | 18 maart 1905    | 4 maart 1911     | R            | 1905           |
| 8      |                                             | James Reed                                  | James Reed (1861–1944)                      | 4 maart 1911     | 4 maart 1929     | D            | 1910           |
| 8      | 1916                                        | James Reed                                  | James Reed (1861–1944)                      | 4 maart 1911     | 4 maart 1929     | D            |                |
| 8      | 1922                                        | James Reed                                  | James Reed (1861–1944)                      | 4 maart 1911     | 4 maart 1929     | D            |                |
| 9      |                                             | Roscoe Patterson                            | Roscoe Patterson (1876–1954)                | 4 maart 1929     | 3 januari 1935   | R            | 1928           |
| 10     |                                             | Harry S. Truman                             | Harry S. Truman (1888–1972)                 | 3 januari 1935   | 17 januari 1945  | D            | 1934           |
| 10     | 1940                                        | Harry S. Truman                             | Harry S. Truman (1888–1972)                 | 3 januari 1935   | 17 januari 1945  | D            |                |
| 11     |                                             | Frank Briggs                                | Frank Briggs (1894–1992)                    | 17 januari 1945  | 3 januari 1947   | D            |                |
| 12     |                                             | James Kem                                   | James Kem (1890–1965)                       | 3 januari 1947   | 3 januari 1953   | R            | 1946           |
| 13     |                                             | Stuart Symington                            | Stuart Symington (1901–1988)                | 3 januari 1953   | 27 december 1976 | D            | 1952           |
| 13     | 1958                                        | Stuart Symington                            | Stuart Symington (1901–1988)                | 3 januari 1953   | 27 december 1976 | D            |                |
| 13     | 1964                                        | Stuart Symington                            | Stuart Symington (1901–1988)                | 3 januari 1953   | 27 december 1976 | D            |                |
| 13     | 1970                                        | Stuart Symington                            | Stuart Symington (1901–1988)                | 3 januari 1953   | 27 december 1976 | D            |                |
| 14     |                                             | John Danforth                               | John Danforth (1936)                        | 27 december 1976 | 3 januari 1995   | R            |                |
| 14     | 1976                                        | John Danforth                               | John Danforth (1936)                        | 27 december 1976 | 3 januari 1995   | R            |                |
| 14     | 1982                                        | John Danforth                               | John Danforth (1936)                        | 27 december 1976 | 3 januari 1995   | R            |                |
| 14     | 1988                                        | John Danforth                               | John Danforth (1936)                        | 27 december 1976 | 3 januari 1995   | R            |                |
| 15     |                                             | John Ashcroft                               | John Ashcroft (1942)                        | 3 januari 1995   | 3 januari 2001   | R            | 1994           |
| 16     |                                             | Jean Carnahan                               | Jean Carnahan (1933–2024)                   | 3 januari 2001   | 22 november 2002 | D            | 2000           |
| 17     |                                             | Jim Talent                                  | Jim Talent (1956)                           | 22 november 2002 | 3 januari 2007   | R            | 2002           |
| 18     |                                             | Claire McCaskill                            | Claire McCaskill (1953)                     | 3 januari 2007   | 3 januari 2019   | D            | 2006           |
| 18     | 2012                                        | Claire McCaskill                            | Claire McCaskill (1953)                     | 3 januari 2007   | 3 januari 2019   | D            |                |
| 19     |                                             | Josh Hawley                                 | Josh Hawley (1979)                          | 3 januari 2019   | heden            | R            | 2018           |
| 19     | 2024                                        | Josh Hawley                                 | Josh Hawley (1979)                          | 3 januari 2019   | heden            | R            |                |

## Klasse III
| Nr.    | Senator voor Missouri Senator from Missouri | Senator voor Missouri Senator from Missouri | Senator voor Missouri Senator from Missouri | Ambtstermijn      | Ambtstermijn      | Partij(en)   | Verkiezing(en) |
| ------ | ------------------------------------------- | ------------------------------------------- | ------------------------------------------- | ----------------- | ----------------- | ------------ | -------------- |
| 1      |                                             | David Barton                                | David Barton (1783–1837)                    | 10 augustus 1821  | 4 maart 1831      | DR (1821–28) | 1821           |
| 1      | 1825                                        | David Barton                                | David Barton (1783–1837)                    | 10 augustus 1821  | 4 maart 1831      | DR (1821–28) |                |
| 1      | NR (1828–31)                                | David Barton                                | David Barton (1783–1837)                    | 10 augustus 1821  | 4 maart 1831      |              |                |
| 2      |                                             |                                             | Alexander Buckner (1785–1833)               | 4 maart 1831      | 6 juni 1833       | D            | 1831           |
| Vacant |                                             |                                             |                                             |                   |                   |              | 1831           |
| 3      |                                             | Lewis Linn                                  | Lewis Linn (1796–1843)                      | 25 oktober 1833   | 3 oktober 1843    | D            | 1831           |
| 3      | 1833                                        | Lewis Linn                                  | Lewis Linn (1796–1843)                      | 25 oktober 1833   | 3 oktober 1843    | D            |                |
| 3      | 1836                                        | Lewis Linn                                  | Lewis Linn (1796–1843)                      | 25 oktober 1833   | 3 oktober 1843    | D            |                |
| 3      | 1842                                        | Lewis Linn                                  | Lewis Linn (1796–1843)                      | 25 oktober 1833   | 3 oktober 1843    | D            |                |
| Vacant |                                             |                                             |                                             |                   |                   |              |                |
| 4      |                                             | David Rice Atchison                         | David Rice Atchison (1807–1886)             | 14 oktober 1843   | 4 maart 1855      | D            |                |
| 4      | 1843                                        | David Rice Atchison                         | David Rice Atchison (1807–1886)             | 14 oktober 1843   | 4 maart 1855      | D            |                |
| 4      | 1849                                        | David Rice Atchison                         | David Rice Atchison (1807–1886)             | 14 oktober 1843   | 4 maart 1855      | D            |                |
| Vacant |                                             |                                             |                                             |                   |                   |              |                |
| 5      |                                             | James Green                                 | James Green (1817–1870)                     | 12 januari 1857   | 4 maart 1861      | D            | 1857           |
| Vacant |                                             |                                             |                                             |                   |                   |              |                |
| 6      |                                             | Waldo Johnson                               | Waldo Johnson (1817–1885)                   | 12 maart 1861     | 10 januari 1862   | D            | 1861           |
| Vacant |                                             |                                             |                                             |                   |                   |              | 1861           |
| 7      |                                             | Robert Wilson                               | Robert Wilson (1803–1870)                   | 18 januari 1862   | 13 november 1863  | R            | 1861           |
| 8      |                                             | Benjamin Gratz Brown                        | Benjamin Gratz Brown (1826–1885)            | 13 november 1863  | 4 maart 1867      | R (1863–64)  | 1863           |
| 8      | NU (1864–67)                                | Benjamin Gratz Brown                        | Benjamin Gratz Brown (1826–1885)            | 13 november 1863  | 4 maart 1867      |              | 1863           |
| 9      |                                             | Charles Drake                               | Charles Drake (1811–1892)                   | 4 maart 1867      | 20 december 1870  | R            | 1866           |
| 10     |                                             | Daniel Jewett                               | Daniel Jewett (1807–1906)                   | 20 december 1870  | 20 januari 1871   | R            | 1866           |
| 11     |                                             | Francis Blair jr.                           | Francis Blair jr. (1821–1875)               | 20 januari 1871   | 4 maart 1873      | D            | 1871           |
| 12     |                                             | Lewis Bogy                                  | Lewis Bogy (1813–1877)                      | 4 maart 1873      | 20 september 1877 | D            | 1872           |
| Vacant |                                             |                                             |                                             |                   |                   |              | 1872           |
| 13     |                                             | David Armstrong                             | David Armstrong (1812–1893)                 | 30 september 1877 | 26 januari 1879   | D            | 1872           |
| 14     |                                             | James Shields                               | James Shields (1804–1879)                   | 26 januari 1879   | 4 maart 1879      | D            | 1879 (1)       |
| 15     |                                             | George Vest                                 | George Vest (1830–1904)                     | 4 maart 1879      | 4 maart 1903      | D            | 1879 (2)       |
| 15     | 1885                                        | George Vest                                 | George Vest (1830–1904)                     | 4 maart 1879      | 4 maart 1903      | D            |                |
| 15     | 1891                                        | George Vest                                 | George Vest (1830–1904)                     | 4 maart 1879      | 4 maart 1903      | D            |                |
| 15     | 1897                                        | George Vest                                 | George Vest (1830–1904)                     | 4 maart 1879      | 4 maart 1903      | D            |                |
| 16     |                                             | William Stone                               | William Stone (1848–1918)                   | 4 maart 1903      | 18 april 1918     | D            | 1903           |
| 16     | 1909                                        | William Stone                               | William Stone (1848–1918)                   | 4 maart 1903      | 18 april 1918     | D            |                |
| 16     | 1914                                        | William Stone                               | William Stone (1848–1918)                   | 4 maart 1903      | 18 april 1918     | D            |                |
| Vacant |                                             |                                             |                                             |                   |                   |              |                |
| 17     |                                             | Xenophon Wilfley                            | Xenophon Wilfley (1871–1931)                | 30 april 1918     | 6 november 1918   | D            |                |
| 18     |                                             | Selden Spencer                              | Selden Spencer (1862–1925)                  | 6 november 1918   | 16 mei 1925       | R            | 1918           |
| 18     | 1920                                        | Selden Spencer                              | Selden Spencer (1862–1925)                  | 6 november 1918   | 16 mei 1925       | R            |                |
| Vacant |                                             |                                             |                                             |                   |                   |              |                |
| 19     |                                             | George Howard Williams                      | George Howard Williams (1871–1963)          | 25 mei 1925       | 6 december 1926   | R            |                |
| 20     |                                             | Harry Hawes                                 | Harry Hawes (1869–1947)                     | 6 december 1926   | 3 februari 1933   | D            | 1926 (1)       |
| 20     | 1926 (2)                                    | Harry Hawes                                 | Harry Hawes (1869–1947)                     | 6 december 1926   | 3 februari 1933   | D            |                |
| 21     |                                             | Bennett Champ Clark                         | Bennett Champ Clark (1890–1954)             | 3 februari 1933   | 3 januari 1945    | D            |                |
| 21     | D                                           | Bennett Champ Clark                         | Bennett Champ Clark (1890–1954)             | 3 februari 1933   | 3 januari 1945    | 1932         |                |
| 21     | D                                           | Bennett Champ Clark                         | Bennett Champ Clark (1890–1954)             | 3 februari 1933   | 3 januari 1945    | 1938         |                |
| 22     |                                             | Forrest Donnell                             | Forrest Donnell (1884–1890)                 | 3 januari 1945    | 3 januari 1951    | R            | 1944           |
| 23     |                                             | Thomas Hennings                             | Thomas Hennings (1903–1960)                 | 3 januari 1951    | 13 september 1960 | D            | 1950           |
| 23     | 1956                                        | Thomas Hennings                             | Thomas Hennings (1903–1960)                 | 3 januari 1951    | 13 september 1960 | D            |                |
| Vacant |                                             |                                             |                                             |                   |                   |              |                |
| 24     |                                             | Edward Long                                 | Edward Long (1908–1972)                     | 23 september 1960 | 28 december 1968  | D            |                |
| 24     | D                                           | Edward Long                                 | Edward Long (1908–1972)                     | 23 september 1960 | 28 december 1968  | 1960         |                |
| 24     | D                                           | Edward Long                                 | Edward Long (1908–1972)                     | 23 september 1960 | 28 december 1968  | 1962         |                |
| 25     |                                             | Thomas Eagleton                             | Thomas Eagleton (1929–2007)                 | 28 december 1968  | 3 januari 1987    | D            |                |
| 25     | D                                           | Thomas Eagleton                             | Thomas Eagleton (1929–2007)                 | 28 december 1968  | 3 januari 1987    | 1968         |                |
| 25     | D                                           | Thomas Eagleton                             | Thomas Eagleton (1929–2007)                 | 28 december 1968  | 3 januari 1987    | 1974         |                |
| 25     | D                                           | Thomas Eagleton                             | Thomas Eagleton (1929–2007)                 | 28 december 1968  | 3 januari 1987    | 1980         |                |
| 26     |                                             | Kit Bond                                    | Kit Bond (1939–2025)                        | 3 januari 1987    | 3 januari 2011    | R            | 1986           |
| 26     | 1992                                        | Kit Bond                                    | Kit Bond (1939–2025)                        | 3 januari 1987    | 3 januari 2011    | R            |                |
| 26     | 1998                                        | Kit Bond                                    | Kit Bond (1939–2025)                        | 3 januari 1987    | 3 januari 2011    | R            |                |
| 26     | 2004                                        | Kit Bond                                    | Kit Bond (1939–2025)                        | 3 januari 1987    | 3 januari 2011    | R            |                |
| 27     |                                             | Roy Blunt                                   | Roy Blunt (1950)                            | 3 januari 2011    | 3 januari 2023    | R            | 2010           |
| 27     | 2016                                        | Roy Blunt                                   | Roy Blunt (1950)                            | 3 januari 2011    | 3 januari 2023    | R            |                |
| 28     |                                             | Eric Schmitt                                | Eric Schmitt (1975)                         | 3 januari 2023    | heden             | R            | 2022           |

Alabama: Tuberville (R) · Britt (R)
Alaska: Murkowski (R) · Sullivan (R)
Arizona: Kelly (D) · Gallego (D)
Arkansas: Boozman (R) · Cotton (R)
Californië: Padilla (D) · Schiff (D)
Colorado: Bennet (D) · Hickenlooper (D)
Connecticut: Blumenthal (D) · Murphy (D)
Delaware: Coons (D) · Blunt Rochester (D)
Florida: R. Scott (R) · Moody (R)
Georgia: Ossoff (D) · Warnock (D)
Hawaï: Schatz (D) · Hirono (D)
Idaho: Crapo (R) · Risch (R)
Illinois: Durbin (D) · Duckworth (D)
Indiana: Young (R) · Banks (R)
Iowa: Grassley (R) · Ernst (R)
Kansas: Moran (R) · Marshall (R)
Kentucky: McConnell (R) · Paul (R)
Louisiana: Cassidy (R) · Kennedy (R)
Maine: Collins (R) · King (O)
Maryland: Van Hollen (D) · Alsobrooks (D)
Massachusetts: Warren (D) · Markey (D)
Michigan: Peters (D) · Slotkin (D)
Minnesota: Klobuchar (D) · Smith (D)
Mississippi: Wicker (R) · Hyde-Smith (R)
Missouri: Hawley (R) · Schmitt (R)
Montana: Daines (R) · Sheehy (R)
Nebraska: Fischer (R) · Ricketts (R)
Nevada: Cortez Masto (D) · Rosen (D)
New Hampshire: Shaheen (D) · Hassan (D)
New Jersey: Booker (D) · Kim (D)
New Mexico: Heinrich (D) · Luján (D)
New York: Schumer (D) · Gillibrand (D)
North Carolina: Tillis (R) · Budd (R)
North Dakota: Hoeven (R) · Cramer (R)
Ohio: Moreno (R) · Husted (R)
Oklahoma: Lankford (R) · Mullin (R)
Oregon: Wyden (D) · Merkley (D)
Pennsylvania: Fetterman (D) · McCormick (R)
Rhode Island: Reed (D) · Whitehouse (D)
South Carolina: Graham (R) · T. Scott (R)
South Dakota: Thune (R) · Rounds (R)
Tennessee: Blackburn (R) · Hagerty (R)
Texas: Cornyn (R) · Cruz (R)
Utah: Lee (R) · Curtis (R)
Vermont: Sanders (O) · Welch (D)
Virginia: Warner (D) · Kaine (D)
Washington: Murray (D) · Cantwell (D)
West Virginia: Moore Capito (R) · Justice (R)
Wisconsin: Johnson (R) · Baldwin (D)
Wyoming: Barrasso (R) · Lummis (R)
(D): Democraat · (R): Republikein · (O): Onafhankelijk